# 保守党 (ノルウェー)
保守党（ホイレ、ノルウェー語: Høyre）は、ノルウェーの保守主義政党、リバタリアニズム政党。正式名は右翼党。1884年設立。国際民主同盟加盟政党。都市部の自営業者や官僚が本来の支持基盤である。経済政策は減税を主体とする自由主義的なものだが、社会政策では保守とは言えないような寛容的なものである。2013年から2021年まで存続したエルナ・ソルベルグ政権の中心的な政党である。